# Decapaggio
Il decapaggio è un'operazione chimica di dissoluzione che avviene grazie all'utilizzo di acidi o basi mediante la quale si ottiene la rimozione volontaria e controllata di alcuni elementi superficiali allo scopo di pulire superficialmente un oggetto.
È un processo molto utilizzato sui metalli al fine di pulire la superficie da ossidi, contaminanti, sporco e incrostazioni.
Viene impiegato soprattutto nel ciclo di produzione di manufatti in acciaio che necessitano di essere ripuliti da ruggine, calamina e residui di lavorazione, o come ciclo di pulizia e attivazione prima dei rivestimenti superficiali come la verniciatura, l’anodizzazione, la passivazione, la cromatura e la nichelatura.
Il decapaggio viene eseguito anche su materiali organici come legno o capelli.

## Processo di decapaggio
Molte operazioni di produzione di manufatti metallici avvengono a temperature elevate e generano di conseguenza ossidi superficiali, lasciando inoltre dei residui superficiali di lavorazione. Per pulire la superficie dei manufatti viene spesso inserita nel processo produttivo la fase di decapaggio. Tale processo avviene abitualmente per immersione in soluzioni di acidi forti. Per il decapaggio dell'acciaio i più utilizzati sono l'acido cloridrico e l'acido solforico. In funzione del metallo da decapare possono essere utilizzati anche l'acido fosforico, l'acido nitrico o l'acido fluoridrico o soluzioni alcaline come l'idrossido di sodio. L'alluminio, per esempio, viene decapato sia in acido nitrico, sia in soluzioni alcaline di idrossido di sodio.
La temperatura influenza l'azione decapante a causa della maggiore aggressività delle soluzioni al crescere della temperatura. Per tale motivo alcuni decapaggi vengono effettuati a temperature elevate.
Quando i pezzi sono completamente puliti e disossidati grazie al decapaggio, si ossidano facilmente anche a causa del solo contatto con l'aria. Al fine di prevenire tale ossidazione vengono aggiunti alla soluzione decapante dei protettivi o inibitori di corrosione. Gli inibitori di corrosione vengono utilizzati anche per controllare l'attacco dell'acido sulle zone di metallo oramai nudo perché private dello strato di ossido più rapidamente delle altre.
Le soluzioni possono contenere anche dei tensioattivi che hanno lo scopo di modificare la tensione superficiale e aumentare la bagnabilità per uniformare l'azione decapante.
L'operazione di decapaggio, oltre che di natura chimica, può essere anche di natura elettrolitica dove l'acciaio costituisce l'anodo o il catodo in un elettrolita acido attraversato da corrente.
Il decapaggio si effettua anche durante la lavorazione industriale del rame (in acido nitrico) e degli ottoni. In questo caso l'operazione avviene in seguito alla ricottura dei materiali, procedimento necessario per fargli riacquistare una struttura metallografica apprezzabile andata perduta durante lo stress della laminazione. Il decapaggio si rende necessario poiché la ricottura provoca l'ossidazione dello strato superficiale, che viene asportato grazie a un bagno di acido solforico (soluto in acqua al 10%) seguito da una lavatura e da una spazzolatura.
Poiché il decapaggio lascia la superficie nuda, solitamente si eseguono ulteriori trattamenti atti a proteggerla o ricoprirla, che dipendono dal materiale e dalla finitura richiesta. Alcuni esempi di trattamenti eseguiti dopo il decapaggio sono la passivazione, cromatura, ossidazione anodica e verniciatura.

## Sicurezza e ambiente
Il processo di decapaggio deve essere effettuato da personale competente e formato.
I parametri di processo come la concentrazione e la temperatura del bagno devono essere monitorati e tenuti costanti poiché influenzano il potere decapante e poiché possono generare reazioni incontrollate.
I materiali di contatto, come per esempio la vasca contenente la soluzione decapante, devono essere idonei e non subire l’attacco chimico degli acidi o delle basi. Per la maggior parte delle soluzioni decapanti vengono utilizzati materiali plastici come il PVC o il polipropilene. Anche l’acciaio inox può essere utilizzato a contatto con alcuni acidi.
Le soluzioni di trattamento possono essere pericolose per l’ambiente se non smaltite correttamente, sia per il contenuto di acidi o basi, che per l’elevato contenuto di metalli disciolti.